# Józef Młynarczyk
Józef Młynarczyk (født 20. september 1953 i Nowa Sól, Polen) er en tidligere polsk fodboldspiller (målmand).
Młynarczyks karriere strakte sig fra 1971 til 1989, og blev startet i hjemlandet hos blandt andet Odra Opole og Widzew Łódź, hvor det hos sidstnævnte blev til to polske mesterskaber. Efter en enkelt sæson hos franske SC Bastia sluttede han karrieren af i Portugal hos FC Porto. Hos Porto var han med til at vinde to portugisiske mesterskaber, og var desuden en del af holdet der vandt Mesterholdenes Europa Cup i 1987. Her spillede han hele kampen i finalesejren over Bayern München.
Młynarczyk spillede desuden 42 kampe for det polske landshold. Han var med til at vinde bronze ved VM i 1982 i Spanien. Her spillede han samtlige holdets syv kampe i turneringen, inklusive bronzekampen mod Frankrig. Han deltog også ved VM i 1986 i Mexico. Også her spillede han alle landets kampe i turneringen, hvor polakkerne blev slået ud i 1/8-finalen.